# Harmattan

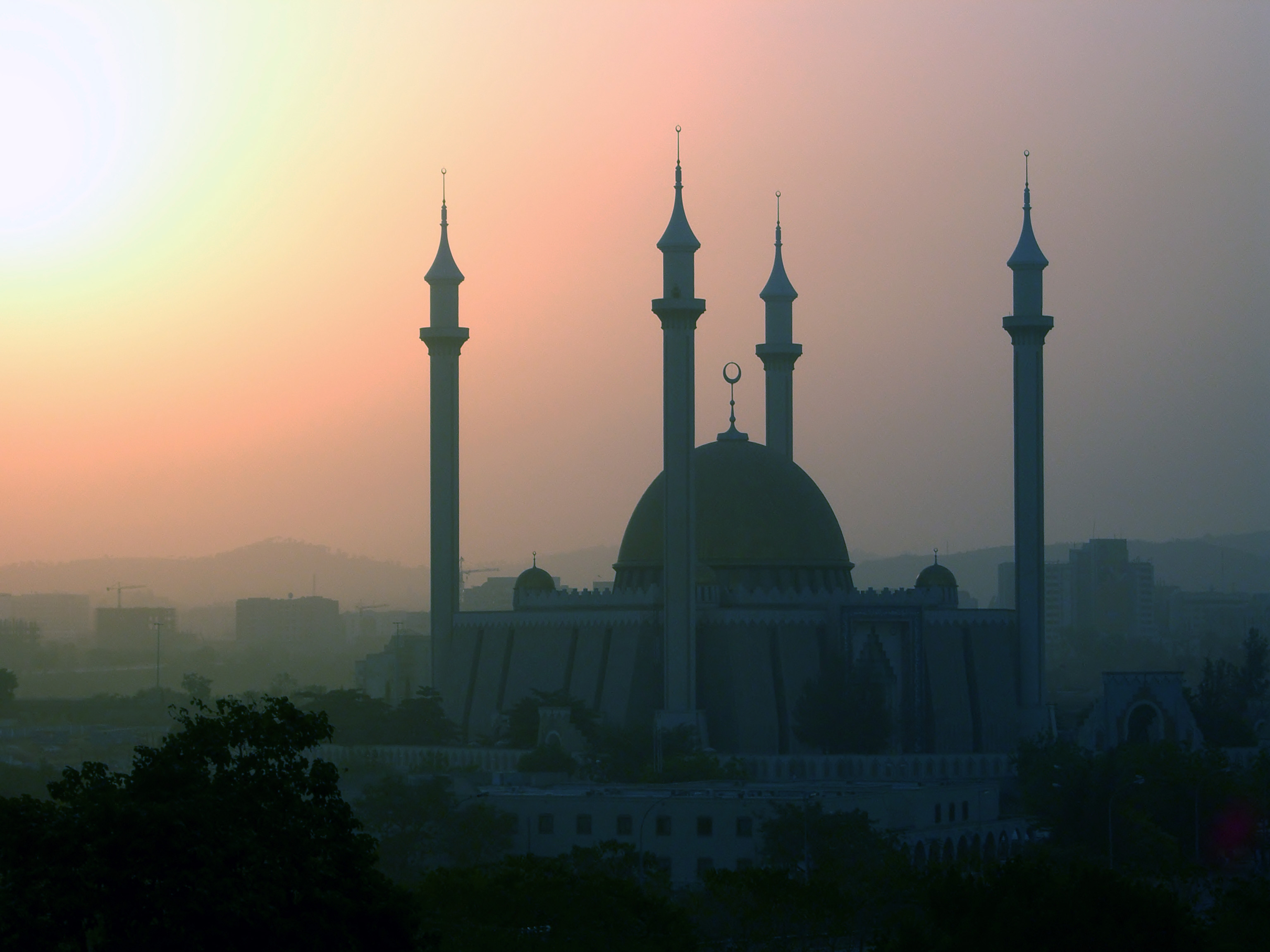
Đám mây mây bao quanh Nhà thờ Hồi giáo Quốc gia Abuja ở Abuja.

Harmattan là một mùa ở tiểu lục địa Tây Phi, diễn ra vào giữa cuối tháng 11 và giữa tháng 3. Nó được đặc trưng bởi gió mậu dịch khô cằn và gió đông bắc, cùng tên, thổi từ sa mạc Sahara qua Tây Phi vào Vịnh Guinea. Tên có liên quan đến từ haramata trong ngôn ngữ Twi. Nhiệt độ lạnh ở hầu hết các nơi, nhưng cũng có thể nóng ở một số nơi, tùy thuộc vào hoàn cảnh địa phương.
Harmattan thổi trong mùa khô, xảy ra trong những tháng nắng thấp nhất. Trong mùa này, sườn núi cận nhiệt đới áp lực cao nằm trên sa mạc trung tâm Sahara và Vùng hội tụ liên vùng áp suất thấp (ITCZ) nằm trên Vịnh Guinea. Trên đường đi qua Sahara, harmattan nhặt các hạt cát và bụi mịn (trong khoảng 0,5 đến 10 micron).

## Hiệu ứng
Mùa Harmattan khác với mùa đông, bởi vì nó được đặc trưng bởi gió lạnh, khô, bụi và cũng có biến động rộng trong nhiệt độ môi trường xung quanh vào ban ngày và ban đêm. Nhiệt độ có thể dễ dàng thấp đến 9 °C (48 °F) vào ban ngày, nhưng đôi khi vào buổi chiều, nhiệt độ cũng có thể lên tới 30 °C (86 °F), trong khi độ ẩm tương đối giảm dưới 10%. 

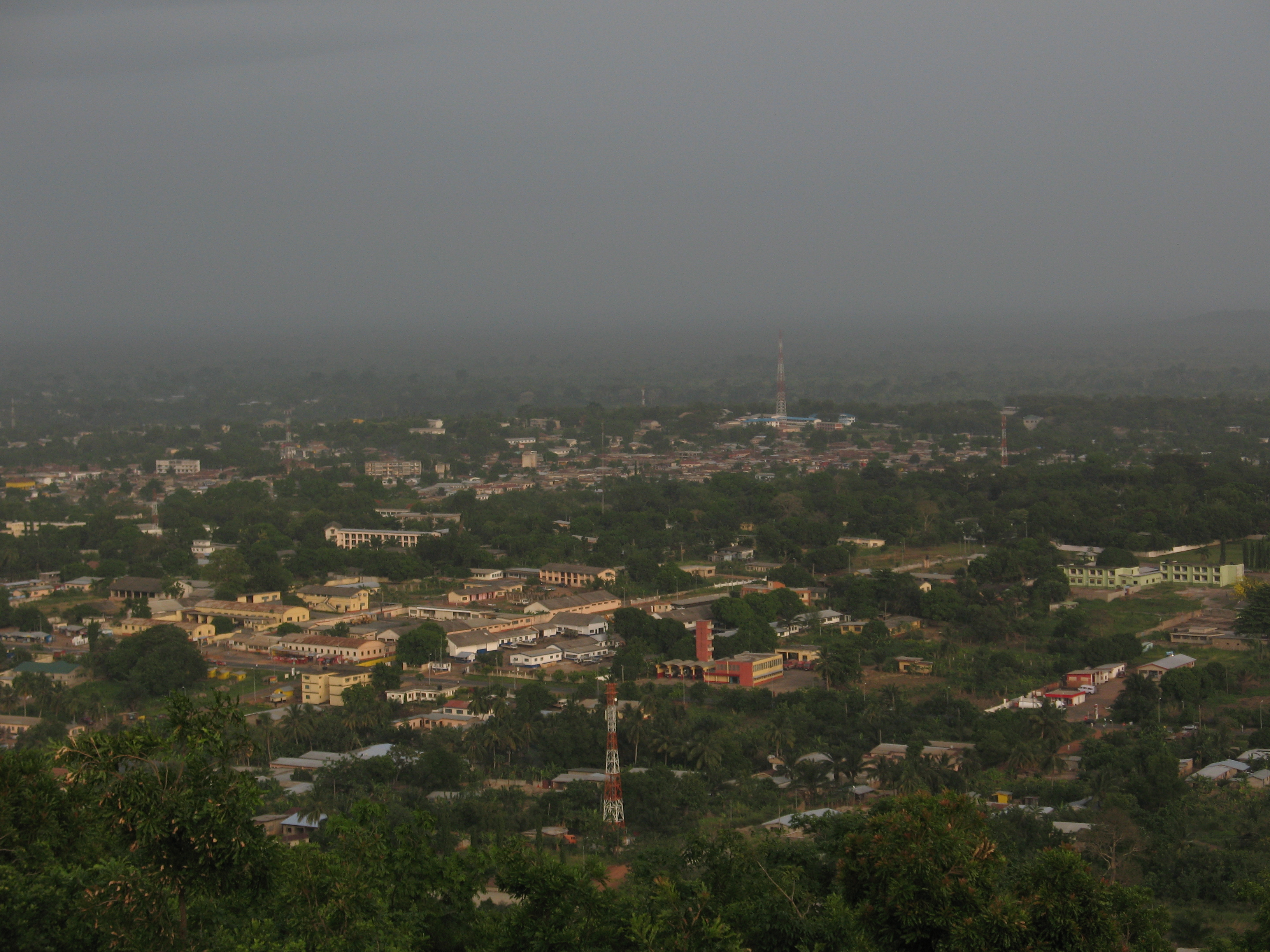
Harmattan mù trên Hồ, Ghana

Không khí đặc biệt khô và hút ẩm khi Harmattan thổi qua khu vực. Harmattan mang đến điều kiện thời tiết giống như sa mạc: nó làm giảm độ ẩm, làm tan lớp mây, ngăn chặn sự hình thành mưa và đôi khi tạo ra những đám mây bụi lớn có thể gây ra bão bụi hoặc bão cát. Gió có thể làm tăng nguy cơ hỏa hoạn  và gây thiệt hại nghiêm trọng cho cây trồng. Sự tương tác của Harmattan với gió mùa có thể gây ra lốc xoáy.

### Khói mù Harmattan
Ở một số quốc gia ở Tây Phi, lượng bụi lớn trong không khí có thể hạn chế nghiêm trọng tầm nhìn và cản ánh mặt trời trong vài ngày, tương đương với sương mù dày đặc. Hiệu ứng này được gọi là khói mù Harmattan. Nó làm tổn hại chi phí hàng triệu đô la trong các chuyến bay bị hủy và chuyển hướng mỗi năm. Khi khói mù yếu, bầu trời trong. Không khí khô có thể phá vỡ các thân cây mọc trong vùng.

### Sức khỏe
Độ ẩm giảm xuống thấp đến 15%, có thể dẫn đến chảy máu cam tự phát cho một số người. Các ảnh hưởng sức khỏe khác đối với con người có thể bao gồm các tình trạng của da (khô da), mắt và hệ hô hấp, bao gồm cả làm nặng thêm bệnh hen suyễn.